# Simulium bogusium
Simulium bogusium es una especie de insecto del género Simulium, familia Simuliidae, orden Diptera, descrita  por Craig, 1997.